# Žegligovo
Le Žegligovo (en macédonien et en serbe Жеглигово), est une vallée et une région naturelle partagée entre le nord de la Macédoine du Nord et le sud de la Serbie. Elle a pour centre la ville macédonienne de Kumanovo. La partie macédonienne de la vallée est essentiellement partagée entre les communes de Kumanovo et de Lipkovo. Le Žegligovo se caractérise par une importante communauté albanaise.

## Étymologie
Le nom de Žegligovo vient de žegal, qui désigne une tige en fer qui se trouve dans les jougs, ou bien du vieux-bulgare žega, qui désigne une tige de fer, qui, chauffée, sert à faire des trous dans le bois. Le nom de la région apparaît pour la première fois en 1354 ; dans un texte de successions. Le Žegligovo est mentionné une dernière fois en 1512, puis son nom n'est plus utilisé par les Turcs. Il réapparaît au XXe siècle pour désigner la vallée de Kumanovo.

## Géographie
Le Žegligovo a une altitude moyenne de 450 mètres et couvre un territoire vaste de 1 315 km2. Il correspond à la vallée dans laquelle se trouve Kumanovo, mais aussi à la vallée de Preševo, en Serbie. Il est limité au nord par la Morava bulgare, et au sud par le Vardar. À l'ouest, il est bordé par le massif de la Skopska Crna Gora, et à l'est par le massif d'Osogovo. La vallée est traversée par plusieurs cours d'eau, comme la Kumanovska et ses affluents, qui se jette dans la Pčinja. Le climat local permet des cultures agricoles très diverses, et on peut y faire pousser du maïs, du tabac et du coton. L'élevage de moutons y est important.

## Villes et villages principaux

### Macédoine du Nord

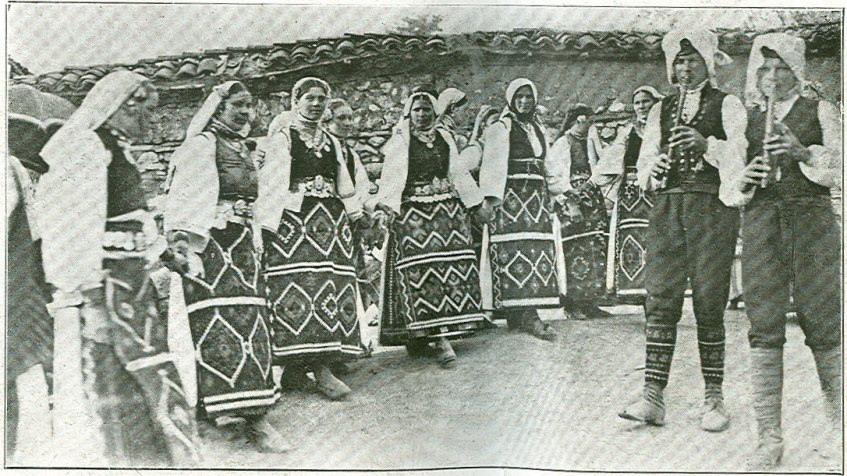
Danse traditionnelle à Romanovtsé

- Koumanovo
- Bédinyé
- Romanovtsé
- Proevtsé
- Lopaté
- Tcherkezi
- Lipkovo
- Vaksintsé
- Loyané
- Mateytché
- Otlya
- Slouptchané

### Serbie

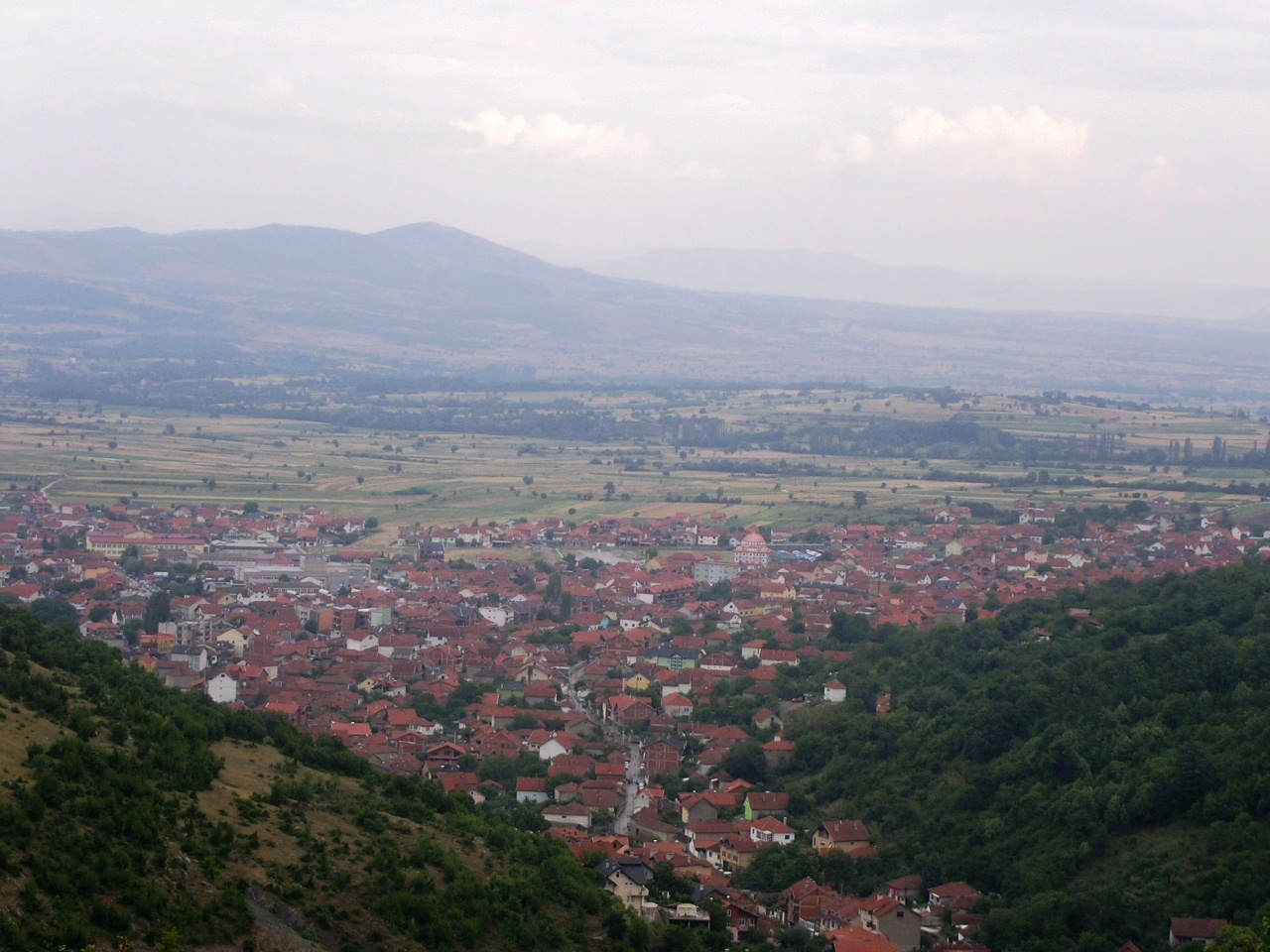
Vue de Preševo

- Preševo
- Oraovica
- Golemi Dol
- Čukarka
- Bukarevac